# Casino de Lille
Le Casino Barrière de Lille a été inauguré en 2010. Il se situe à deux cents mètres de la gare de Lille-Europe entre le centre de Lille et le Vieux-Lille, dans le quartier d'affaires moderne Euralille.
Le complexe multi loisirs haut de gamme de 40 000 m2 regroupe dans une construction moderne en verre de 40m de hauteur un espace de jeux de plus de 12 000 m2 pour plus de 300 machines à sous et 15 tables de jeux traditionnelles et électroniques; deux restaurants dont un gastronomique de luxe; trois bars à thème, un parking de 680 places sur quatre niveaux de sous-sol, ainsi que des espaces réservés a l'événementiel.
On y trouve également une salle de théâtre de 1 200 places de fauteuils en velours avec une scène modulable de 860 m² et un écran de projection géant de 60 m²; pour une soixantaine de spectacles, concerts, pièces de théâtre et one (wo)man show par an.
Dans le complexe est également situé l'hôtel resort Barrière de Lille, hôtel 5 étoiles***** de très haut luxe de 142 chambres dont 17 suites, avec entre autres une salle de sport et un espace bien-être.
Plus de 100 millions d’euros auront été investis par le groupe français sur cette concession de 17 ans qui rapportera près de 10 millions d’euros par an à la ville de Lille.